# Фразеологизм
Фразеологи́зм,  фразеологический оборот или фразема (лат. phrasis, др.-греч. φράσις «ораторский оборот», φράζω «выражаю мысль, говорю»; др.-греч. λόγος «слово, речь, разум; мнение») — свойственное определённому языку устойчивое словосочетание, смысл которого не определяется значением отдельно взятых слов, входящих в его состав. 
Фразеологические обороты изучаются фразеологией.

## Описание
Часто грамматическое значение фразеологизмов не отвечает нормам современного языка, а является грамматическими архаизмами. Примерами таких выражений в русском языке будут: «остаться с носом», «бить баклуши», «дать сдачи», «валять дурака», «точка зрения», «без царя в голове», «душа в душу», «шито белыми нитками» и тому подобное.
Фразеологизм употребляется как некоторое целое, не подлежащее дальнейшему разложению и обычно не допускающее внутри себя перестановки своих частей. Семантическая слитность фразеологизмов может варьировать в довольно широких пределах: от невыводимости значения фразеологизма из составляющих его слов во фразеологических сращениях (идиомах) до фразеологических сочетаний со смыслом, вытекающим из значений, составляющих сочетания. Превращение словосочетания в устойчивую фразеологическую единицу называется лексикализацией.
Различные учёные по-разному интерпретируют понятие фразеологизма и его свойств, однако наиболее последовательно выделяемыми различными учёными свойствами фразеологизма являются:
- Воспроизводимость.
- Устойчивость.
- Сверхсловность.
- Принадлежность к номинативному инвентарю языка.

## Классификация
Концепция фразеологических единиц (фр. unité phraséologique) как устойчивого словосочетания, смысл которого невыводим из значений составляющих его слов, впервые была сформулирована швейцарским лингвистом Шарлем Балли в работе «Précis de stylistique», где он противопоставил их другому типу словосочетаний — фразеологическим группам (фр. séries phraséologiques) с вариативным сочетанием компонентов. В дальнейшем В. В. Виноградов выделил три основных разряда фразеологизмов:
- Фразеологические сращения (идиомы)[1].
- Фразеологические единства.
- Фразеологические сочетания[1][2].

C позиций исторической фразеологии Б. А. Ларин выделил три разряда фразеологических сочетаний:
- Переменные словосочетания — самый распространенный тип языковых единиц. К этому же разряду относятся фразеологические сочетания (В. В. Виноградов).
- Метафорические словосочетания — переосмысление переменного словосочетания такого же лексического состава («гнуть спину», «выносить сор из избы»).
- Идиомы (фразеологические сращения в классификации В. В. Виноградова).[1]

Н. М. Шанский дополнил эту классификацию, выделив 4 разряд фразеологических единиц — фразеологические выражения. 
Альтернативная классификация кроме идиом и коллокаций включает во фразеологизмы пословицы, поговорки и крылатые выражения.
Наиболее полную классификацию фразеологических единиц предложили В. П. Жуков и А. В. Жуков, выделив пять основных типов: 
1. Исторически апплицируемые фразеологизмы, наделенные целостным немотивированным значением («бить баклуши»).
2. Апплицируемые обороты, обладающием целостным немотивированным значением в современном языке («перемывать косточки»).
3. Апплицируемые фразеологизмы с целостным мотивированным значением («лежать на боку»).
4. Неапплицируемые фразеологизмы, мотивированные, с частично целостным значением, где один из компонентов семантически соотносится с однозвучным словом свободного употребления («под горячую руку»).
5. Неапплицируемые фразеологизмы, мотивированные, с частично целостным значением, где все компоненты являются смыслообразующими и соотносятся со словами в их свободном употреблении («находить общий язык»).[1]

### Сращения (идиомы)
Фразеологическое сращение, или идиома (от греч. ἴδιος — «собственный, свойственный») — это семантически неделимый оборот, значение которого совершенно не выводимо из суммы значений составляющих его компонентов, их семантическая самостоятельность утрачена полностью. Например, «содом и гоморра» — «суматоха, шум». При дословном переводе фразеологических сращений иностранец обычно не может понять их общее значение: в англ. to show the white feather — «обвинить в трусости» (дословно — «показать белое перо», в Англии белое перо вручали во время войны уклонистам) ни одно из слов не намекает на значение всей фразы.
Зачастую грамматические формы и значения идиом не обусловлены нормами и реалиями современного языка, то есть такие сращения являются лексическими и грамматическими архаизмами. Так, например, идиомы «бить баклуши» — «бездельничать» (в исходном значении — «раскалывать полено на заготовки для выделки бытовых деревянных предметов») и «спустя рукава» — «небрежно» отражают реалии прошлого, отсутствующие в настоящем (в прошлом им была присуща метафоричность). В сращениях «от мала до велика», «ничтоже сумняшеся» сохранены архаичные грамматические формы.

### Единства
Фразеологическое единство — это устойчивый оборот, в котором, тем не менее, отчётливо сохраняются признаки семантической раздельности компонентов. Как правило, его общее значение мотивировано и выводится из значения отдельных компонентов.
Для фразеологического единства характерна образность; каждое слово такой фразы имеет своё значение, но в совокупности они приобретают переносный смысл. Обычно фразеологизмы такого типа являются тропами с метафорическим значением (например, «грызть гранит науки», «плыть по течению», «закинуть удочку»). Отдельные слова, входящие в его состав, семантически несамостоятельны, и значение каждого из компонентов подчинено единству общего образного значения всего фразеологического выражения в целом. Однако при дословном переводе иностранец может догадаться о смысле словосочетания.
Подобно идиомам, фразеологические единства семантически неделимы, их грамматические формы и синтаксический строй строго определены. Замена слова в составе фразеологического единства, в том числе и подстановка синонима, ведёт к разрушению метафоры (например, «гранит науки» {\displaystyle \to } «базальт науки») или изменению экспрессивного смысла: «попасться на удочку» и «попасть в сети» являются фразеологическими синонимами, но выражают различные оттенки экспрессии.
Однако, в отличие от идиом, единства подчиняются реалиям современного языка и могут допускать в речи вставку других слов между своими частями: например, «довести (себя, его, кого-либо) до белого каления», «лить воду на мельницу (чего-либо или кого-либо)» и «лить воду на (свою, чужую и т. п.) мельницу».
Примеры: «зайти в тупик», «бить ключом», «держать камень за пазухой», «водить за нос»; англ. to know the way the cat is jumping — «знать, куда ветер дует» (дословно — «знать, куда прыгнет кошка»).

### Сочетания
Фразеологическое сочетание — это устойчивый оборот, в состав которого входят слова, как со свободным значением, так и с фразеологически связанным, несвободным (употребляемым лишь в данном сочетании). Фразеологические сочетания являются устойчивыми оборотами, однако их целостное значение следует из значений составляющих их отдельных слов.
В отличие от фразеологических сращений и единств, сочетания семантически делимы — их состав допускает ограниченную синонимическую подстановку (замену отдельных слов), при этом один из членов фразеологического сочетания оказывается постоянным, другие же — переменными: так, например, в словосочетаниях «сгорать от любви, ненависти, стыда, нетерпения» слово «сгорать» является постоянным членом с фразеологически связанным значением.
В качестве переменных членов сочетания может использоваться ограниченный круг слов, определяемый семантическими отношениями внутри языковой системы: так, фразеологическое сочетание «сгорать от страсти» является гипонимом по отношению к сочетаниям типа «сгорать от …», при этом за счёт варьирования переменной части возможно образование синонимических рядов «сгорать от стыда, позора, срама», «сгорать от ревности, жажды мести».
Другой пример: англ. to show one’s teeth — «огрызаться» (дословно — «показывать свои зубы»). Семантическую самостоятельность в этом сочетании проявляет слово «one’s» — «чьи-то». Его можно заменить на слова «my», «your», «his» и т. д.

### Выражения
Фразеологические выражения — устойчивые в своём составе и употреблении фразеологические обороты, которые не только являются семантически членимыми, но и состоят целиком из слов со свободным номинативным значением. Их единственная особенность — воспроизводимость: они используются как готовые речевые единицы с постоянным лексическим составом и определённой семантикой.
Часто фразеологическое выражение представляет собой законченное предложение с утверждением, назиданием или выводом. Примерами таких фразеологических выражений являются пословицы и афоризмы. Если во фразеологическом выражении отсутствует назидание или имеются элементы недосказанности, то это поговорка или крылатая фраза. Другим источником фразеологических выражений является профессиональная речь. В категорию фразеологических выражений попадают также речевые штампы — устойчивые формулы типа «всего хорошего'», «до новых встреч» и т. п.
Многие лингвисты не относят фразеологические выражения к фразеологическим единицам, так как они лишены основных признаков фразеологизмов.

## Лексико-грамматическая характеристика фразеологического оборота
Последовательность лексико-грамматической характеристики фразеологического оборота:
1. значение фразеологизма;
2. тип по степени спаянности его компонентов;
3. имеет ли синоним или антоним (доказать примером);
4. какой тип по частеречной природе главного компонента (глагольный, междометный и пр.);
5. к какой сфере употребления относится (обиходно-бытовой, научной, деловой и пр.);
6. источник появления;
7. синтаксическая функция в предложении.

Образец лексико-грамматической характеристики фразеологического оборота:
Оба приятеля нисколько не походили друг на друга. Хорь был человек положительный, практический, административная голова, рационалист (И. Тургенев).
Административная голова:
1. имеет значение ‘умный, хорошо соображающий, практичный’;
2. фразеологическое единство;
3. синоним светлая голова; антоним голова садовая ‘несообразительный, нерасторопный, разиня’;
4. субстантивный тип (голова — главное слово);
5. общеупотребительный, разговорный;
6. происхождение — деловая сфера (управленческая);
7. функция сказуемого: был административная голова.